# ابراهیم موسوی قزوینی
ابراهیم بن محمّدباقر موسوی قزوینی (۱۷۹۹، قزوین - ۱۸۴۷م، کربلا) فقیه اصولی امامی ایرانی بود که در نیمهٔ اول سدهٔ نوزدهم میلادی زیست. ضوابط الأصول اثر برجستهٔ او در دو جلد است و دلائل الأحکام فی شرح شرائع الإسلام. 